# Podostemum ricciiforme
Podostemum ricciiforme là một loài thực vật có hoa trong họ Podostemaceae. Loài này được (Liebm.) P. Royen miêu tả khoa học đầu tiên năm 1954.